# Љубо Новаковић
Љубо Новаковић (Даниловград, 12. јул 1883 — 1943) био је артиљеријски бригадни генерал активан у Југословенској војци који је касније био учесник четничког покрета. Пред почетак устанка у Србији понудио сарадњу Драгољубу Михаиловићу, па пошто су се разишли приступио је покрету Косте Пећанца. Убрзо је дошао и са њим у сукоб, па је напустио Србију и прешао у Херцеговину, а затим у Црну Гору, покушавајући да формира свој независни покрет. Због тога је пао у Михаиловићеву немилост. Погинуо је у борби против партизана у Катунској нахији, септембра 1943.

## Младост
Био је ожењен сестром Захарија Остојића. Почетком 1935. је помогао Момчилу Ђујићу да успостави четнички одред у Книну.

## Други светски рат
У Априлском рату командовао је Комским одредом, који је у свом саставу имао 48. пешадијски пук и један брдски артиљеријски дивизион из 22. артиљеријског пука. Од 7. до 12. априла 1941. овај одред је под његовом командом продро на албанску територију правцем Гусиње—долина Шаље.
Након слома рата и слома југословенске војске био је заточен у војној болници у Ваљеву у окупираној Србији. Побегао је крајем маја и до јуна је стигао на Равну гору, седиште Југословенске војске у отаџбини Драже Михаиловића. Михаиловић и његови људи хладно су примили Новаковића. Новаковић је предлагао Михаиловићу подизање устанка против окупатора, али Михаиловић није прихватио Новаковића као равноправног сарадника. Новаковић је био сумњив због свог вишег војног чина (Новаковић је био бригадни генерал, а Михаиловић пуковник) и своје евентуалне амбиције да смени Михаиловића као герилског вођу. Касније је отишао са Равне горе и прикључио се ривалским четницима Косте Пећанца. Коста Пећанац га је произвео у војводу шумадијског, команданта четничких одреда Шумадије и за начелника свог штаба. Био је размештен у Шумадији, у подручју које није било далеко од Михаиловићевог штаба.
Како је до септембра 1941. партизански устанак трајао већ два месеца, видевши да је Пећанац почео сарађивати са Немцима и да Михаиловић чека повољан час, Новаковић је 18. септембра издао наредбу којом утврђује своје циљеве и позива своје команданте и њихове одреде да се скупе за акцију на дан 22. септембра. Практично нико није дошао и Пећанац је Новаковића разрешио дужности. Новаковић је стога напустио Пећанчеве снаге због његове сарадње са Немцима.
Новаковић са Првим шумадијским НОП одредом склопио споразум о заједничкој оружаној борби против окупатора и домаћих издајника.
Новаковић се појавио у источној Босни у јесен/зиму 1941. децембра 1941. године са одредом од око стотину људи, на подручју Романије учествује у неколико оружаних акција против усташких и квислиншких снага, али је могуће поткопавао партизанске акције. Крајем јануара 1942. године заробили су га партизани и одвели у Фочу која је била центар партизанског покрета у то време. Новаковић је нудио партизанима сарадњу и била му је дозвољена слобода кретања по Фочи. Партизани су га неко време држали под надзором, вероватно због евентуалне противтеже Михаиловићевом утицају на четнике у источној Босни. Касније је Новаковић срео британског мајора Теренса Атертона који је дошао у партизански штаб у оквиру мисије Хидра. Новаковић је имао планове да оснује сопствени покрет отпора. Након вечере са Владимиром Велебитом увече 15. априла 1942. Атертон и његови људи су у тајности напустили Фочу и повели Новаковића са собом. Раздвојили су се 22. априла. Атертона и његовог сарадника су наводно убили четници под командом Спасоја Дакића, који је припадао организацији Драже Михаиловића.
Новаковић је касније деловао у Црној Гори, ставивши се у службу црногорских националиста, пошто је Петар Баћовић известио да Новаковић налазио у Бјелопавлићкој равници у другој половини 1942. Тамо је 1943. почео поновно скупљати разасуте остатке четника, али ухватили су га партизани, судили му као непријатељу народа и стрељали га септембра 1943.